# 覺華島之戰
覺華島之戰是天啟六年正月（1626年）明朝和后金之间进行的一场战鬥。

## 戰爭經過
覺華島在明朝時是遼東士兵儲糧之所，粮料可達8万餘石。天启六年（1626年），寧遠之戰時努尔哈赤攻击袁崇煥防守的宁远城（今遼寧省葫蘆島市興城市）不下，轉攻觉华岛。时值隆冬，海面冰封，無險可守，明將姚抚民等率领官兵凿开一道长达15里的冰濠，“日夜穿冰，兵皆堕指”，正月二十六日武讷格以騎兵進攻覺華島，明军由於“凿冰寒苦，既无盔甲、兵械，又系水手，不能耐战，且以寡不敌众”，最後全員戰死，金兵焚燒城中囤积粮料。時守將金冠剛死，其子金士麒與事丁800人至覺華島迎靈，亦與後金軍作戰，全部被殺。金冠的棺木也遭到後金兵破壞。島上囤积粮料尽焚。後金軍旋即转攻东山、西山，明將姚与贤等皆力战而死。此時毛文龙出兵袭击后金后方永宁，努尔哈赤始引兵歸，二月九日返回到沈阳。
戰役之後，袁崇煥作《祭覺華島陣亡兵將文》緬懷戰死將士。